# Port morski Odessa

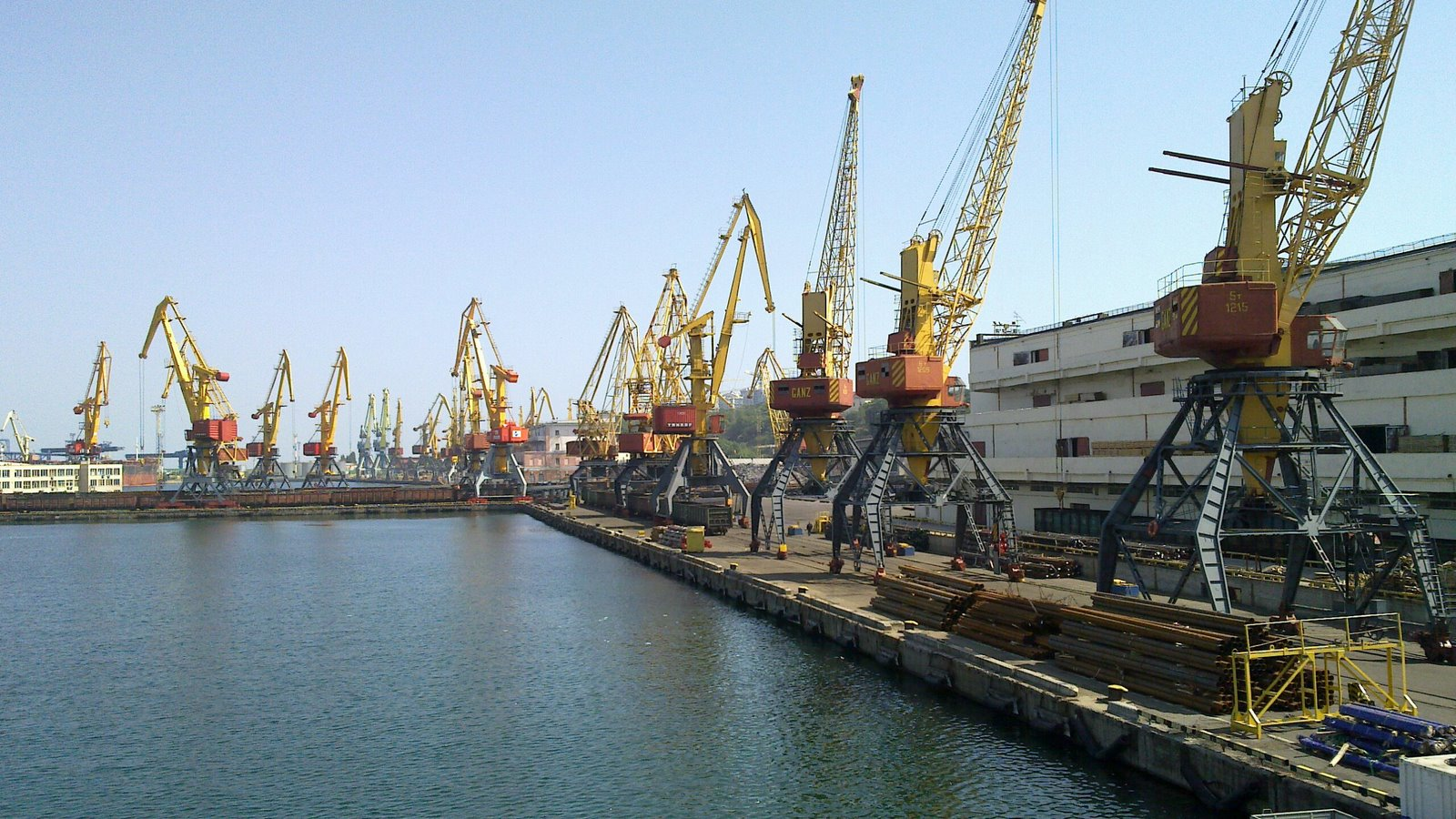

Port morski Odessa – handlowy i pasażerski port morski nad Morzem Czarnym, w Odessie, na Ukrainie. Największy port morski Ukrainy i największy port pasażerski nad Morzem Czarnym.
Obsługuje około 1/3 obrotów wszystkich portów Ukrainy. Port oraz przedsiębiorstwa prywatne i państwowe bezpośrednio lub pośrednio związane z portem zatrudniają ponad 100 000 ludzi.

## Historia
Port morski istniał w tym miejscu już w III w. p.n.e. Zanikł on po wyparciu z tych terenów cywilizacji greckiej. Istnieją wzmianki o kotwiczeniu tu statków w XIII w. W XIV - XV w. istniał tu duży polsko-litewski port Chadżybej.
27 maja 1794 Katarzyna II nakazała zbudować tu port. Port założony został wraz z miastem 2 września 1794. Jego budowa miała potrwać 5 lat, jednak po objęciu tronu przez nowego cara Pawła I, została 10 stycznia 1797 wstrzymana jako bezużyteczna. Dokończono go w latach 1830-1840 i rozbudowywano w latach 1866-1888 i 1890-1905. W XIX w. port stał się najważniejszym rosyjskim portem nad Morzem Czarnym i głównym punktem eksportu zbóż z Rosji.
Poważnie zniszczony podczas I i II wojny światowej. Po wojnach odbudowywany.

## Działalność i infrastruktura
Osiem terminali umożliwia przeładunek ponad 25 milionów ton suchych ładunków masowych rocznie. Dwa terminale kontenerowe mają przepustowość ponad 900 000 TEU rocznie. Terminal pasażerski jest w stanie obsłużyć do 4 milionów osób rocznie. Port posiada ponadto terminal do przetwarzania olejów roślinnych i technicznych, port naftowo-gazowy, terminal do obsługi statków typu ro-ro oraz do przeładunku zbóż oraz suchy port.
Port naftowo-gazowy jest w stanie przyjąć rocznie ok.: 16,0 mln ton ropy, 6,2 mln ton oleju opałowego, 1,5 mln ton oleju napędowego, 0,8 mln ton innych produktów naftowych (benzyna, próżniowy olej napędowy), 1,0 mln ton skroplonego gazu.
Rozwinięta infrastruktura transportowa umożliwia przeładunek towarów na środki transportu samochodowego, kolejowego, morskiego i rzecznego. Istnieje specjalny wiadukt umożliwiający łatwy dostęp do portu dla samochodów ciężarowych.
W porcie działa wolna strefa ekonomiczna Porto-Franco oraz stocznia Ukraina.